# Základní škola Mládí
Základní škola Mládí je základní škola na Praze 5 ve Stodůlkách, která byla založena roku 1908. Sté výročí ZŠ Mládí oslavilo 14. června 2008. Její vzdělávací program je zaměřen především na jazykové vzdělávání. Škola poskytuje vzdělání cca 600 žáků ve všech devíti ročnících. Ředitelem školy je PhDr. Jaroslav Vodička. Statutárním zástupcem a zástupcem pro 1. stupeň a školní družinu je Mgr. Norbert Tlustý. Zástupkyní pro 2. stupeň a zájmové vzdělávání je Mgr. Alena Merhautová.

## Historie
Při oslavách Františka Josefa I. v roce 1908 se rozhodl nechat postavit školu, která ponese název „Jubilejní škola“. Škola tehdy měla 5 učeben, 1 tělocvičnu, sborovnu a byt řídícího učitele. Uvnitř budovy ve vestibulu byla nainstalována pamětní deska s nápisem „Na paměť 60. letého výročí panování J. V. císaře a krále Františka Josefa Prvního s Nejvyšším svolením názvu školy“. Jubilejní obecnou školu císaře Františka Josefa I. – vystavěla obec Stodůlky – Motol – Chaby r. 1908. Od svého vybudování nesla škola v historii ještě hodně jmen jako např. Obecná škola, Osmiletá střední škola nebo Základní devítiletá škola.
Od roku 2002 škola nese název „Základní škola, Praha 13, Mládí 135“.

## Současnost

### Vybavení školy
Škola má dvě plně vybavené počítačové učebny – multimediální pracovny. Internetové připojení je dostupné téměř ve všech třídách. Dále se ve všech učebnách nacházejí interaktivní tabule. Součástí budovy je i školní jídelna, která má kapacitu cca 500 strávníků. Může se ale v ní stravovat i veřejnost a to od 11:00 do 11:30 hod. Škola má také moderní tělocvičnu, která patří mezi největší v Praze.
Školní družina je určena hlavně pro žáky 1.-3. tříd. Její provoz je od 6:30 do 7:40 hod a odpoledne od konce vyučování do 17:00 hod. Družina má svoji vlastní hernu a je plně vybavena pomůckami, stolními hrami, stavebnicemi apod.
Škola dále využívá systému šatních skříněk. Dále má škola k dispozici zahradu, na které se nachází hřiště, a také školní dvůr.

### Výuka
Škola se dlouhodobě orientuje na vzdělávání v oblasti jazyků. Vzdělávací program školy nese název Co se v Mládí naučíš – rozšířená výuka jazyků. V současné době se zde anglický jazyk vyučuje od 1. třídy a od 6. třídy je zařazen druhý cizí jazyk – francouzský nebo německý. Žáci se učí nejen jazyk vnímat, ale naučené jazykové dovednosti ihned používat v praxi.

## Školní aktivity

### Mezinárodní projekty
ZŠ Mládí zapojena do mezinárodního projektu Erasmus+. Vybraní žáci mají možnost vycestovat do partnerských zemí a pracovat na řešení aktuálních problémů. Mají takto možnost si zlepšit jejich jazykovou dovednost, ale také navázat kontakty s ostatními dětmi z jiných zemí. 

### Mimoškolní činnost

#### Zájmové kroužky
V odpoledních hodinách nabízí škola žákům zájmové kroužky různých typů. Např.: Agentura KROUŽKY, Šachová škola Vávra a Černoušek a Florbalový klub Panthers. Jazykové kurzy v odpoledních hodinách zajišťuje Jazyková škola UpWord English.

#### Britská rada (The British Council)
Ve spolupráci s Britskou radou jsou pravidelně organizovány cambridgeské zkoušky pro žáky. Pro mladší žáky jde o úrovně Pre A1 Starters, A1 Movers a A2 Flyers. Pro starší žáky nabízí škola zkoušky KET for schools, PET for school i FCE.

### Pravidelné akce

#### Oslavy svátkuHalloween
Na škole se tento svátek slaví spolu s výukou angličtiny. Učitelé i děti přijdou do školy v maskách a celá dopolední výuka se koná v duchu tohoto svátku. Odpoledne jsou již pro děti připravené zábavné aktivity, které jsou nakonec vyhodnoceny a vítězové si odnáší odměny.

#### Jazykové kurzy v zahraničí
Škola pravidelně pořádá poznávací zájezdy do zahraničí s jazykovými kurzy. Studenti se mohou přihlásit například na zájezd do Německa a Rakouska, Velké Británie či Francie.

#### ''Palačinkový běh''
Každoročně škola pořádá nezvyklý způsob závodění a to Palačinkový běh. Na trati dlouhé 400 metrů musí účastníci zvládnout zaběhnout co v nejkratším čase a přitom navíc třikrát otočit ve vzduchu palačinku. Po skončení závodu následuje tzv. palačinková pauza, při které se všechny palačinky snědí. 